# 水ノ子島
水ノ子島（みずのこじま）は、豊後水道の中央に位置する無人島である。大分県佐伯市に属している。

## 概要
周囲約300m、高さ約20m、面積約0.34haの岩礁ともいうべき小島で、唯一の施設である日本の灯台50選に選ばれた水ノ子島灯台で有名である。1986年（昭和61年）に水ノ子島灯台が完全自動化されるまでは灯台守が常駐したが、現在は無人島である。全域が日豊海岸国定公園に指定されている。また、磯釣りのポイントとしても知られる。

## 領有争い
水ノ子島は、江戸時代には伊予国（現在の愛媛県）の宇和島藩と豊後国（現在の大分県）の佐伯藩との境界で、両藩の間で領有争いがあった。この争いは明治時代まで続いたという。言い伝えによれば、両藩で、一番鶏を合図にこの島に一番近い港から船を出して先に島に着いた藩の領地とすると取り決めたところ、佐伯藩の鶏が宵鳴きしたため、佐伯藩が先に島に着いて、この島を領有することになったという。また、幕府が、一番鶏を合図に船を出して、先に島に着いた藩の領地とするとの裁定を下したところ、佐伯藩が火を焚いて一番鶏を早く鳴かせて先に島に着き、この島を領有することになったともいう。

## 交通
定期航路はない。また、上陸には許可が必要である。
夏季には週末を中心に島の周囲をめぐるクルーズ船が運航されている。また、大分県佐伯市と高知県宿毛市を結ぶ宿毛フェリーの船上からは、水ノ子島を比較的近くから望むことができる。なお、2004年11月7日には、水ノ子島灯台の初点灯から百周年を記念して、南海部郡鶴見町（現・佐伯市）によって水ノ子島灯台体験航海が企画された。